# تعاونية انعايجي (آيت يحيى)
تعاونية انعايجي هو دُوَّار يقع بجماعة مجاط، عمالة مكناس، جهة فاس مكناس في المملكة المغربية. ينتمي الدوّار لمشيخة آيت يحيى التي تضم 17 دوار. يقدر عدد سكانه بـ 351 نسمة حسب الإحصاء الرسمي للسكان والسكنى لسنة 2004.

## روابط خارجية
- البوابة الوطنية للجماعات الترابية نسخة محفوظة 12 مارس 2018 على موقع واي باك مشين.
- المندوبية السامية للتخطيط